# Stefán Karl Stefánsson
Stefán Karl Stefánsson (/ˈstɛfən ˈstɛfənsən/; tiếng Iceland: [ˈstɛːfaun ˈkʰartl̥ ˈstɛːfaunsɔn]; 10 tháng 7 năm 1975 – 21 tháng 8 năm 2018) là một diễn viên và ca sĩ người Iceland, được biết đến với vai diễn nhân vật phản diện Robbie Rotten trên show truyền hình thiếu nhi mang tên LazyTown.

## Sự nghiệp
Sự nghiệp của Stefansson bắt đầu vào năm 1994. Vào năm 19 tuổi, anh bắt đầu bằng công việc múa rối cho truyền hình. Trong suốt nhưng năm làm múa rối của mình, anh cũng đã học tại Học viên Kịch Iceland. Tuy nhiên, anh đã không hài lòng với tầm nhìn của tiêu chuẩn kịch tại Iceland. Anh nhớ lại rằng hiệu trưởng của anh tại trường phổ thông rằng "diễn kịch không chỉ về xây dựng cảm xúc và thay đổi gương mặt của mình", và anh đã không đồng ý với ý kiến đó.
Sau đó, Stefansson được Magnús Scheving, một VĐV thể hình người Iceland, mời đóng vai một nhân vật trong vở kịch thứ hai của LazyTown. Scheving tạo ra các vở kịch này vì sự lo lắng của anh về các thế hệ trẻ của Iceland lười vận động. Stefansson giải thích rằng: "[Scheving] muốn bọn trẻ trở nên khỏe hơn, nên anh ấy tạo ra một vở kịch tên LazyTown. Anh ấy đóng vai Sportacus, một người cuồng vận động, và tôi là Robbie Rotten, một người chỉ thích ở trong nhà và ngủ". Sau thành công đầu tiên của vở kịch, Nickelodeon cuối cùng cũng hợp tác với nhà sản xuất của LazyTown để phát sóng 40 tập đầu tiên của LazyTown cùng với một trường quay đặc biệt tại Iceland. Trong những năm đầu của LazyTown vào đầu những năm 2000s, Stefán Karl lúc đầu không biết nói tiếng Anh, nhưng rồi cũng nói lưu loát.

## Đời tư
Stefansson sống ở Iceland cùng vợ Steinunn Ólína Þorsteinsdóttir, ba đứa gái và một đứa con trai.
Anh bị chẩn đoán mắc bệnh ung thư ống mật vào năm 2016, và đã phẫu thuật cắt bỏ di căn vào năm 2017; bệnh tái phát năm 2018. Vào năm 2018, anh nhận giải thưởng Order of the Falcon.

## Bệnh lý và cái chết
Stefansson thông báo vào tháng 10 năm 2016 rằng anh đã bị chẩn đoán mắc bệnh ung thư ống mật; một chiến dịch GoFundMe đã được tạo ra bởi trưởng biên kịch LazyTown Mark Velenti nhằm trả tiền cho chi phí sinh sống khi anh trở nên quá yếu để làm việc. Chiến dịch đã trở nên phổ biến khi một số YouTuber bắt đầu đăng những video chế các tác phẩm của Stefán Karl, dẫn đến việc các bài hát "We Are Number One" và "The Mine Song" từ LazyTown trở thành một hiện tượng internet. Vào tháng 8 năm 2017, Stefán Karl thông báo rằng bệnh tình anh đang tuyên giảm. Anh đã làm rõ trên trang chiến dịch GoFundMe rằng mặc dù các khối di căn của anh đã được loại bỏ sau cuộc phẫu thuật gan thành công vào tháng 6 năm 2017, anh vẫn còn mắc bệnh và đã từ chối điều trị hỗ trợ.
Tháng 3 năm 2018, Stefansson đã bị chẩn đoán mắc ung thư ống mật không thể phẫu thuật và anh đã nói là sẽ tiến hành hóa trị liệu để kéo dài sự sống. Tháng 4 năm 2018, anh thông báo rằng anh đã tự nguyện dừng hóa trị liệu, và sau đó đóng cửa hết tất cả các trang mạng xã hội của anh. Anh qua đời ngày 21 tháng 8 năm 2018, hưởng dương 43 tuổi. Vợ anh đã nói rằng "Theo mong muốn của Stefansson, sẽ không có tang lễ. Tro của anh ấy sẽ được rải rác xuống và trôi theo biển cả xa xôi."
Cheryl Edison, quản lí của anh ấy, đã thông báo rằng Học viện Stefán Karl & Trung tâm Biểu diễn Nghệ thuật sẽ khánh thành tại Thụy Sĩ vào năm 2019 như một cách để tưởng nhớ sự nghiệp của anh.

## Sự nghiệp đóng phim
Stefansson đã được ghi nhận đóng góp trong rất nhiều vở kịch, chương trình truyền hình, phim và trò chơi điện tư.

### Kịch
| Năm       | Tựa đề                                                              | Vai diễn                      | Ghi chú |
| --------- | ------------------------------------------------------------------- | ----------------------------- | --- |
| 1997–99   | The Jungle Book bởi Rudyard Kipling                                 |                               | |
| 1998–99   | Palace of Crows bởi Einar Örn Gunnarsson                            |                               | |
| 1998–99   | Ivanov bởi Anton Chekhov                                            |                               | |
| 1999–2000 | 1000 Island Dressing bởi Hallgrímur Helgason                        |                               | |
| 1999–2000 | Little Shop of Horrors                                              | Orin Scrivello, D.D.S.        | |
| 1999–2000 | A Midsummer Night's Dream                                           |                               | |
| 1999–2000 | Glanni Glæpur í Latabæ bởi Magnús Scheving và Sigurdur Sigurjónsson | Glanni Glæpur (Robbie Rotten) | Phản diện chính |
| 2000–01   | Stones in His Pockets bởi Marie Jones                               |                               | |
| 2000–01   | Singin' in the Rain bởi Comden, Green, Freed and Brown              | Cosmo Brown                   | |
| 2000–02   | The Cherry Orchard bởi Anton Chekhov                                |                               | |
| 2001–02   | Cyrano de Bergerac bởi Edmond Rostand                               |                               | |
| 2002–03   | Noises Off bởi Michael Frayn                                        |                               | |
| 2002–03   | Life x 3 bởi Yasmina Reza                                           |                               | |
| 2008–15   | Dr. Seuss' How the Grinch Stole Christmas! The Musical              | The Grinch                    | Baltimore và Boston (2008) Los Angeles (2009) Tour Bắc Mĩ (2010–14) Worcester, Massachusetts và Appleton, Wisconsin (2015) |

### Phim điện ảnh
Theo IMDb:
| Năm  | Tựa đề              | Vai diễn                          | Ghi chú                      |
| ---- | ------------------- | --------------------------------- | ---------------------------- |
| 1994 | Áramótaskaup        | Phóng viên và nhiều vai khác      | Phim ra mắt Phim truyền hình |
| 1995 | Privacy             | Học sinh                          | Phim truyện đầu tiên         |
| 1999 | Skaupið: 1999       | Robbie Williams và nhiều vai khác | Phim truyền hình             |
| 2001 | Regina              | Manni – Cảnh sát                  |                              |
| 2001 | Áramótaskaup        |                                   | Phim truyền hình             |
| 2002 | Stella for Office   | Ingimundur                        |                              |
| 2002 | Litla lirfan ljóta  | The Worm                          |                              |
| 2002 | Áramótaskaup        | Nhiều vai diễn                    | Phim truyền hình             |
| 2006 | Night at the Museum |                                   | Đoàn phim                    |
| 2007 | Anna and the Moods  |                                   | Lồng tiếng                   |
| 2009 | Jóhannes            | Diddi                             |                              |
| 2011 | Thor                |                                   | Đoàn phim                    |
| 2011 | Polite People       | Lárus Skjaldarson                 | Diễn viên chính              |
| 2014 | Harry Og Heimir     | Símon                             |                              |

### Truyền hình
| Năm                  | Tiêu đề                              | Vai diễn      | Ghi chú                         |
| -------------------- | ------------------------------------ | ------------- | ------------------------------- |
| 1998                 | Baking Trouble                       |               | Chương trình trên Channel 1     |
| 1999                 | God Exists... And Love               |               | Channel 1 Học viên Kịch Iceland |
| 2000                 | Angel No. 5503288                    |               | Chương trình trên Channel 1     |
| 2000                 | Car Mechanic Sketches for Eurovision |               | Chương trình trên Channel 1     |
| 2000                 | Cars Can Fly                         |               | Chương trình trên Channel 1     |
| 2004–2007; 2013–2014 | LazyTown                             | Robbie Rotten | Phản diện chính                 |
| 2015                 | Titch and Ted Do Maths               |               |                                 |

### Trò chơi điện tư
| Năm  | Tiêu đề   | Vai diễn          | Ghi chú               |
| ---- | --------- | ----------------- | --------------------- |
| 2017 | For Honor | Chiến binh Viking | [ cần nguồn tốt hơn ] |